# Кобяков, Пётр Андреевич
Пётр Андреевич Кобяков (12 февраля 1917, Богородицк, Тульская губерния — 25 января 1999, Богородицк, Тульская область) — советский и российский художник, педагог, общественный деятель, член Союза художников России (с 1947 года), представитель старинной богородицкой фамилии, упоминающейся ещё в XVIII веке в знаменитых «Записках» А. Т. Болотова. Большая часть жизни связана с г. Богородицк, Тульской области.

## Биография

### Ранние годы
После окончания Богородицкой школы колхозной молодежи в 15 лет, Петр Кобяков уехал работать на строительство Сталиногорского (ныне Новомосковского) химкомбината. В 1933 году П. А. Кобяков поступил в Рязанский художественный техникум, который окончил с отличием в 1937 году. Дипломной работой стала картина «Последние минуты жизни Пушкина», посвященная широко отмечавшемуся в СССР 100-летию со дня гибели поэта. В 1938—1946 годах Петр Андреевич Кобяков — студент живописного факультета 
Всероссийской Академии художеств в г. Ленинграде.
Учителем Кобякова становится ученик Константина Алексеевича Коровина, народный художник СССР Борис Владимирович Иогансон, определивший характер и наклонности Кобякова как тончайшего лирика. На формирование творческого почерка Кобякова с одной стороны сильно повлияла живописная манера русских передвижников. С другой — французские импрессионисты, от которых художник перенял принцип передавать все «открытыми» цветами.
За отличную учёбу в 1940—1946 гг. Кобяков получает повышенную Сталинскую стипендию, которой, тем не менее, едва хватало на самое скромное существование. Ленинград Кобяков писал мало, зато сохранились работы, написанные на каникулах в Богородицке: «Санаторий „Красный шахтёр“», «Полина Дымова», «Старушка».

### Творчество
На годы учёбы приходится Великая Отечественная война 1941—1945 гг., во время которой Кобяков в числе других студентов и преподавателей Академии художеств эвакуируется из блокадного Ленинграда в г. Самарканд. В этот период Кобяков пишет картины: «Мавзолей Тамерлана», «Регистан», «Шахи-Зинда».

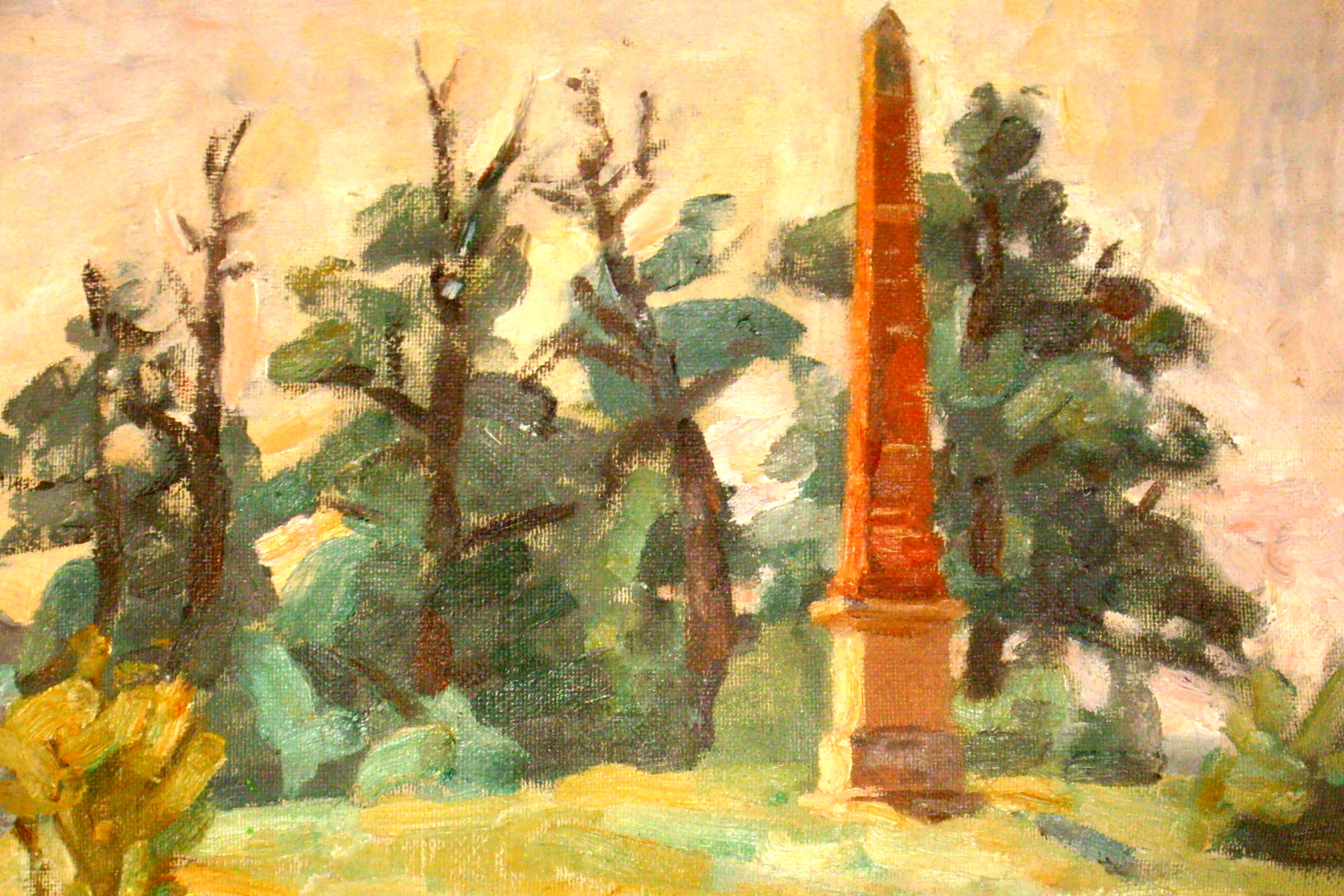
Цирерина роща

После войны Кобяков специально возвращался на Восток. Посетив Ашхабад и его ковровый комбинат, там художник рисует картины «Ковровщицы», «Гюль». В 1947 году по рекомендации художников Н. П. Ульянова и П. Н. Крылова Кобякова принимают в Союз художников РСФСР. Однако, спасаясь от послевоенного голода, Петр Андреевич возвращается из Ленинграда на родину. Знаток богородицкой старины, Петр Андреевич искренне любил свой город, и теперь только на картинах художника сохранились его исчезнувшие уголки: «Улица Урицкого», «Болотовский дуб». 
В 1940-60-х годах Кобяков много работает в своем любимом жанре — портрете. В колхозе «Победа» он пишет портреты тружеников села: «Портрет Героя Социалистического Труда Старцева», «Старый конюх». Восхищенный трудовым подвигом комбайновой бригады В. И. Кочетова, установившей в 1957 году рекорд проходки в Подмосковном бассейне, создает картину «Шахтеры». Чтобы добиться правдивости, художник не раз спускался с горняками в забой.
С конца 1940-х годов Кобяков почти четверть века работает в школах города учителем рисования. В 1950 году художник организует в Богородицке постоянно действующую консультацию для оказания помощи самодеятельным художникам, а позже художественную студию.

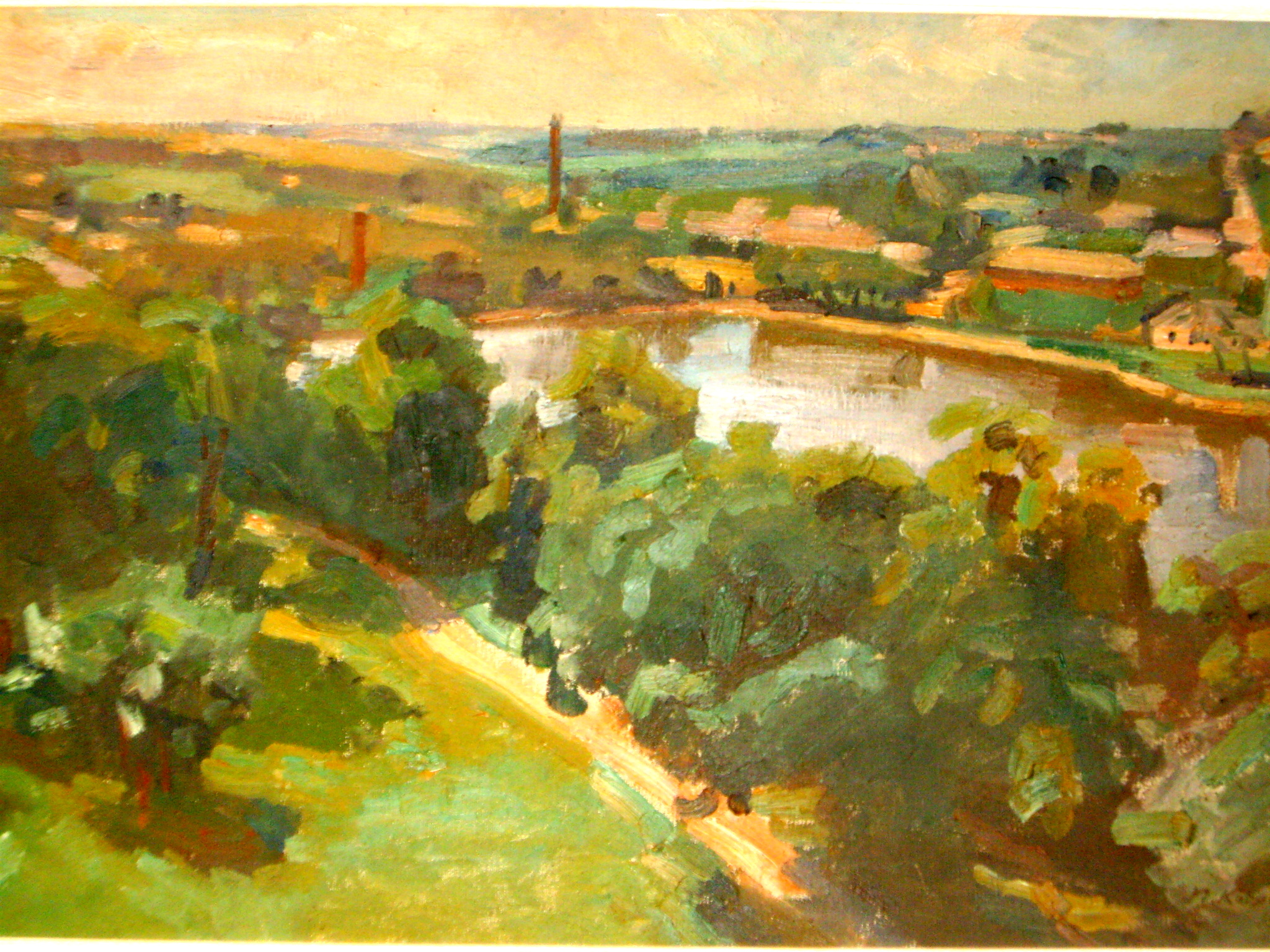
Панорама города

На волне восстановления разрушенного в годы Великой Отечественной войны (1941—1945 гг.) дворцово-паркового ансамбля графов Бобринских, созданного в XVIII веке архитектором И. Е. Старовым и ученым-агрономом А. Т. Болотовым, у Петра Андреевича Кобякова появляется идея создать в Богородицке художественную школу.
В 1966 году, к 25-летию освобождения Богородицка от гитлеровцев, Кобяков пишет цикл портретов участников Великой Отечественной войны: «Партизаны», «Портрет Героя Советского Союза Н. И. Зиновьева», «Освободители».
6 июля 1969 года при въезде в город открылся заложенный за год до этого Курган Бессмертия, где перезахоронили останки солдат и мирных жителей города, погибших в годы Великой Отечественной войны. Авторский коллектив по разработке проекта памятника возглавил П. А. Кобяков.
Петр Андреевич оставил целую галерею богородицких знаменитостей XX века, создав «Портрет заслуженного учителя РСФСР А. П. Бурцева», «Портрет старого учителя С. А. Кожина», «Портрет Л. С. Масленниковой». Людмила Сергеевна Масленникова, заслуженный врач Российской Федерации, организатор противотуберкулезной службы в Богородицком районе, долгие годы была не только постоянной моделью, но и женой художника. Детей у художника не было.

### Общественная деятельность

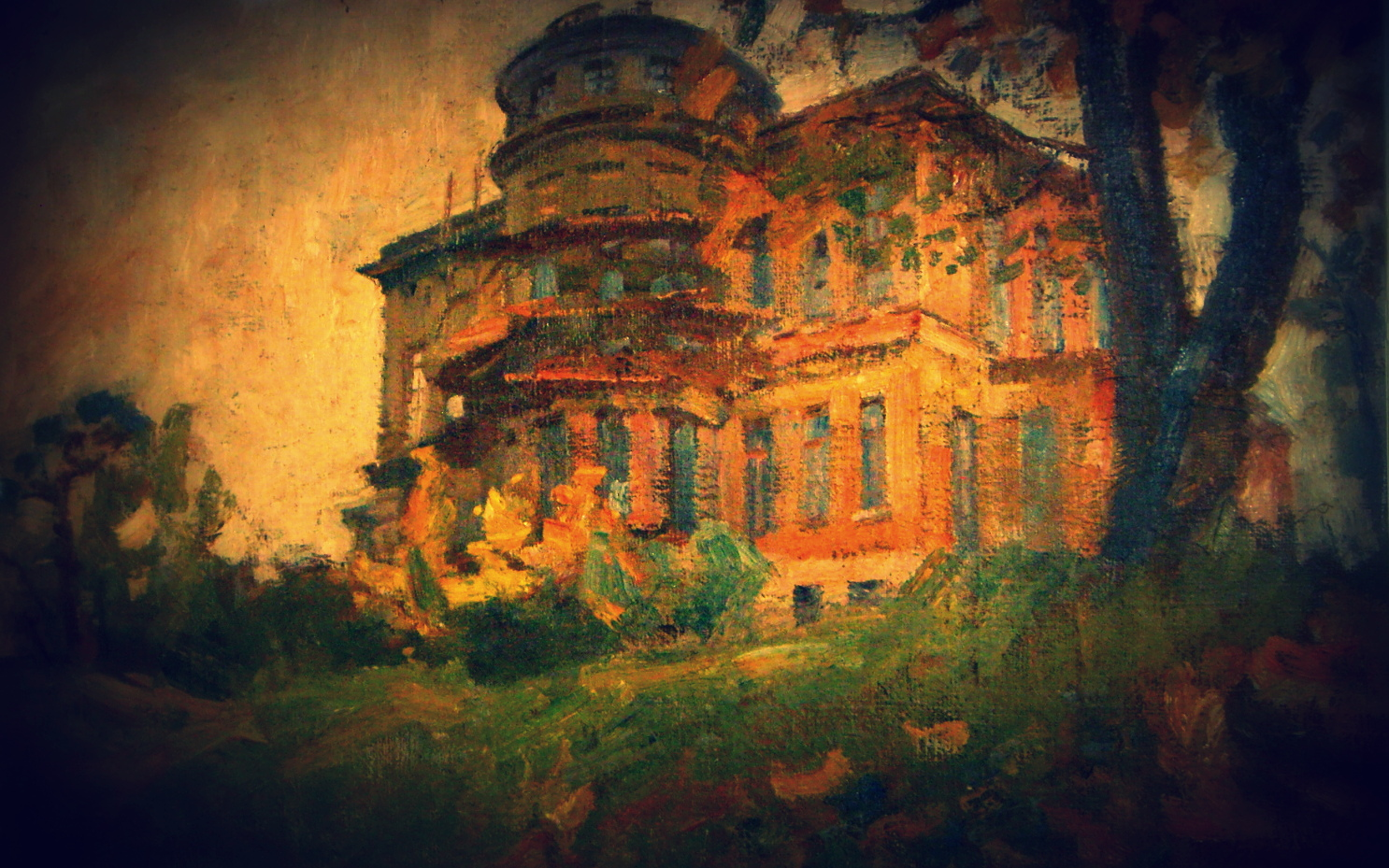
Дворец музей

В 1964 году П. А. Кобяков, прекрасно знавший историю родного города, входит в общественный совет по руководству работой Богородицкого народного краеведческого музея. Главной достопримечательностью Богородицка всегда был дворцово-парковый ансамбль графов Бобринских, созданный в XVIII веке архитектором И. Е. Старовым и ученым-агрономом А. Т. Болотовым.
1 октября 1971 года по инициативе П. А. Кобякова в двухэтажном здании XVIII века, где ранее размещалось «Волостное училище для простонародья», на территории старинного парка открылась Детская художественная школа. В течение года Кобяков был в ней единственным учителем и одновременно директором. За 13 лет работы в школе Петр Андреевич воспитал много одаренных учеников, гордо называющих себя «птенцы гнезда Петрова». С 9 апреля 1999 года по решению Дума города Богородицка и района школа носит его имя.
В 2007—2008 годах дворцово-парковый ансамбль участвовал в конкурсе «7 чудес России», где вошел в число полуфиналистов. В декабре 1941 года во время боев за освобождения Богородицка от гитлеровской оккупации дворец Бобринских был разрушен. В 1965 году местные власти решили снести «графские развалины», уродовавшие город. Накануне сноса Кобяков написал письмо в газету «Советская культура» и лично отправился в Москву, где убедил сотрудников Министерства культуры отменить уже принятое решение местных властей и начать работы по восстановлению дворца и парка.
Поступок Кобякова, в одиночку выступившего против системы и победившего её, всколыхнул весь город. В восстановлении дворца приняли участие почти все жители Богородицка. П. А. Кобяков проводил огромную просветительскую работу, выступая в школах и учреждениях города с рассказами о «богородицком чуде XVIII века». Художник многие годы водил экскурсии по парку и восстановленному дворцу.
«Дворцовая» тема занимает огромное место в творчестве Кобякова. Он писал Богородицкий дворец и до войны, и лежащим в руинах, и в ходе реставрации, и восстановленным.
Литературно-театральные вечера, проводившиеся в здании Художественной школы при активном участии П. А. Кобякова, привели к созданию в 1987 году в Богородицке театра (с 2009 года — Муниципальный Домашний театр «У Гаши»). Петр Андреевич участвовал в создании живописных декораций к первым постановкам театра и был его постоянным зрителем.

### Некоторые ученики
Олег Егорович Щербатых, постоянный член Международной федерации художников, член Союза художников России. Техника письма напоминает манеру старых фламандских мастеров. Работы Олега Щербатых выставляются в Центральном доме художника в Москве, находятся в галереях и частных коллекциях США, Англии, Австрии, Швеции, Германии, Франции.
Алексей Егорович Щербатых, дипломант Российского Фонда Культуры, постоянный участник художественных выставок Москвы, Вены, Цюриха, Лугано, Женевы. Живописный стиль — особый иррациональный мир, населенный лукавыми персонажами средневековых баллад.
Сергей Егорович Щербатых, создатель единственного в Тульской области иконописного класса, на учёбу в который съезжаются ученики всех возрастов из разных городов. Класс создан на базе Художественной школы имени П. А. Кобякова.
Игорь Юрьевич Тарнов, член Московского профессионального Союза художников. Обладатель яркой индивидуальной манеры, поэтизирующей современные городские пейзажи. Картины художника находятся в собраниях России, Великобритании, Германии, Австралии и США.
Валерий Николаевич Карпущенко, иллюстратор исторических книг. Цикл картин В. Н. Карпущенко по произведениям Ивана Шмелёва выставлен в постоянной экспозиции дома-музея писателя в Алуште.
Елена Васильевна Карпова, мастер художественной росписи по дереву и модельер театральных костюмов. Работы хранятся в частных коллекциях США, Великобритании, Германии, Италии и Индии. С 2011 года — директор Художественной школы имени П. А. Кобякова.

### Выставки

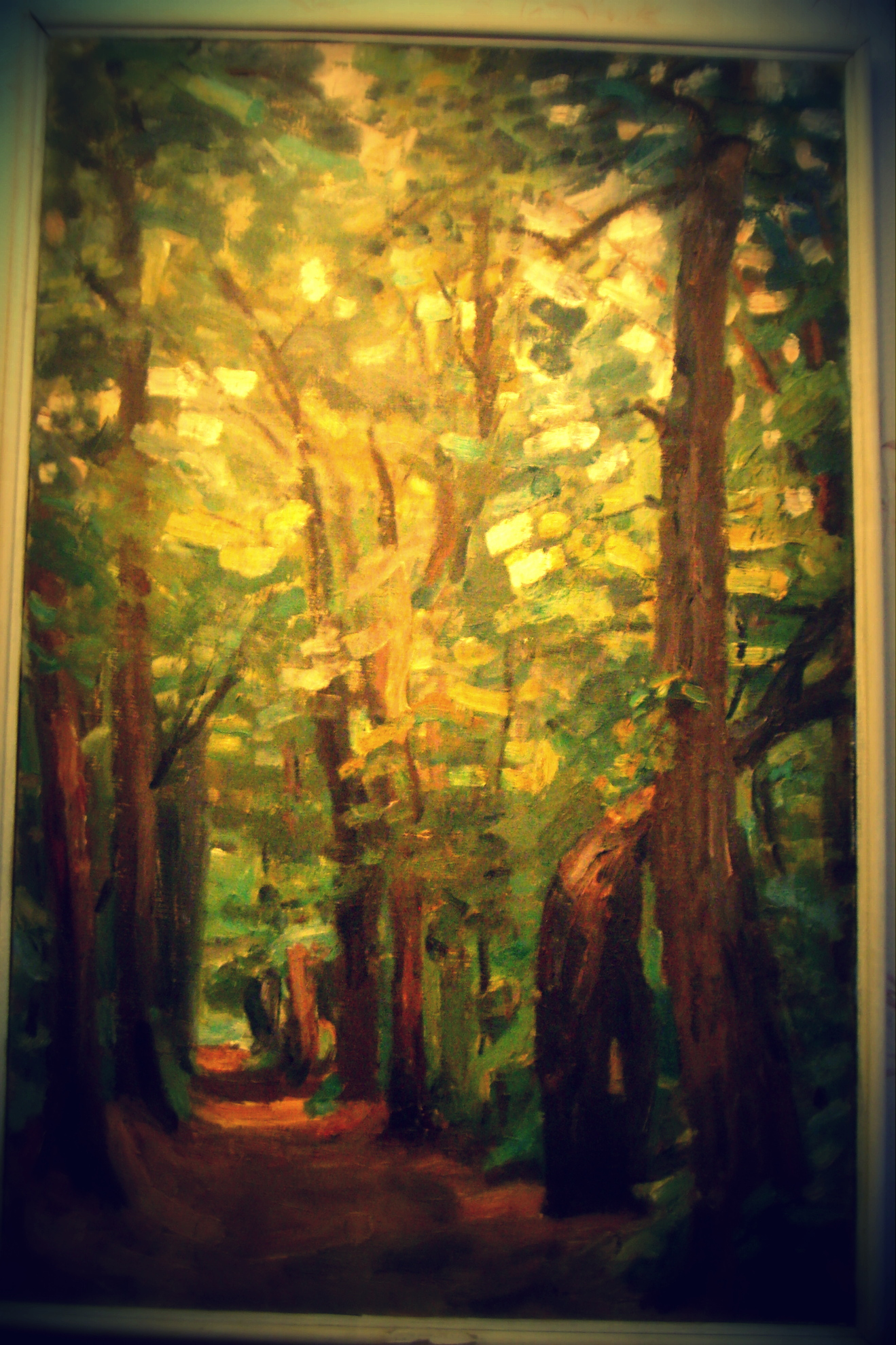
Роща

Начиная с 1947 года Кобяков многократно выставлялся в Туле и на передвижных выставках работ художников области, а также в Богородицке. В статье полувековой давности о Кобякове написали: «Его работы обладают большой лирической выразительностью и полны оптимистического реализма. Петр Андреевич является незаурядным художником, которым жители Богородицка могут гордиться».
Юбилейные выставки в 1982, 1987, 1992, 1997 годах и посмертная в 2000 году проходили в залах Богородицкого Дворца-музея, восстановленного из руин благодаря личной инициативе Петра Андреевича. Работы П. А. Кобякова хранятся в собраниях Тульского музея изобразительных искусств, Богородицкого Дворца-музея и парка, музея Академии художеств г. Санкт-Петербурга, а также в частных коллекциях разных стран.

## Память

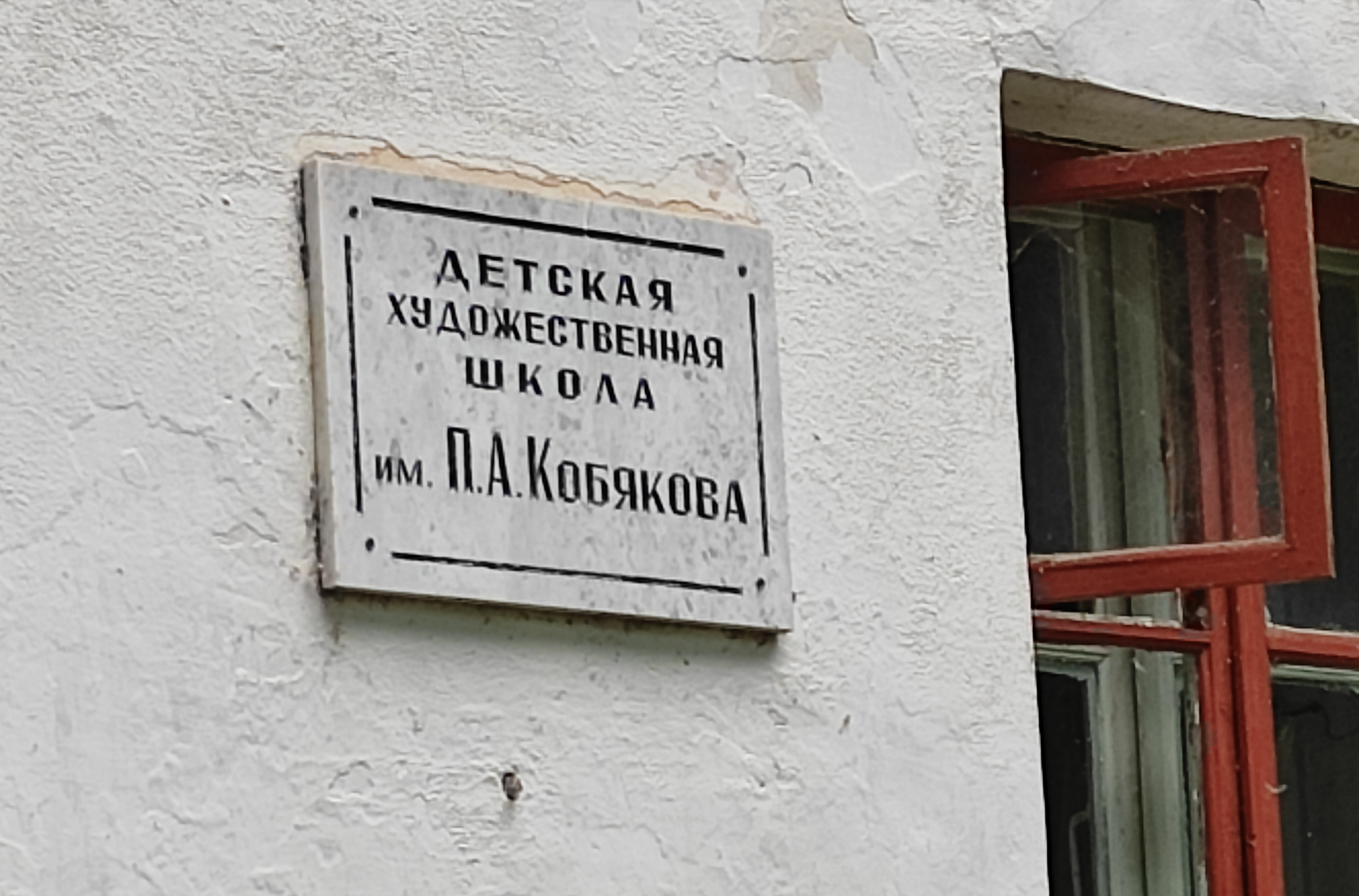
Мемориальная доска на стене Детской художественной школы имени П. А. Кобякова в Богородицке

- Основанная Кобяковым Детская художественная школа в Богородицке носит его имя, на стене школы установлена мемориальная доска.

## Интересные факты
- Поступок П. А. Кобякова, добившегося отмены сноса «графских развалин» и ставшего одним из главных инициаторов восстановления Богородицкого дворца графов Бобринских, послужил прототипом для повести В. Лазарева «Сокровенная жизнь». В повести Кобяков выведен под фамилией Перелогов.
- В Богородицке говорят, что если самым известным жителем города в XVIII веке был Андрей Тимофеевич Болотов, то самым известным богородчанином века ХХ стал Петр Андреевич Кобяков.
- За участие в 1968—1969 гг. в разработке проекта Кургана Бессмертия в Богородицке П. А. Кобяков был удостоен Почетной грамоты Советского комитета защиты мира, подписанной легендарным героем Советского Союза Алексеем Маресьевым.
- Петр Андреевич Кобяков создал несколько десятков автопортретов, дающих представление о том, как с возрастом менялись не только внешность, но и живописная манера художника.